# Laccophilus punctatissimus
Laccophilus punctatissimus är en skalbaggsart som beskrevs av Michel Brancucci 1983. Laccophilus punctatissimus ingår i släktet Laccophilus och familjen dykare. Inga underarter finns listade i Catalogue of Life.